# Cidade de Wakefield

A Cidade de Wakefield (City of Wakefield em inglês) é um distrito metropolitano de West Yorkshire, Inglaterra. Além da cidade de Wakefield, o distrito abrange uma ampla região incluindo várias outras cidades. As "Cinco Cidades" costumeiramente agrupadas são Normanton, Pontefract, Featherstone, Castleford e Knottingley. Outras cidades são Ossett, Hemsworth, South Kirkby e Moorthorpe e South Elmsall. A região fica entre Leeds e Sheffield.

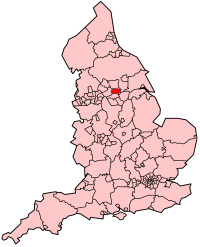
A Cidade de Wakefield em West Yorkshire.